# Орден Героев Небесной Сотни
О́рден Геро́ев Небе́сной Со́тни (укр. Орден Героїв Небесної Сотні) — государственная награда Украины, учреждённая Верховной Радой Украины 1 июля 2014 года. В 2014 году орден был посмертно вручен троим погибшим на Евромайдане, которые не были гражданами Украины (погибшим гражданам Украины было присуждено звание Герой Украины). В 2018 году им был награждён ещё один человек.

## История
Орден учреждён в честь лиц, погибших во время «Революции достоинства» (Евромайдана). За введение ордена проголосовали 244 депутата (при необходимом минимуме в 226 голосов) из 348 присутствовавших на заседании, против не проголосовал никто, 104 депутата не приняли участия в голосовании.

## Описание
Орденом награждаются граждане Украины, иностранцы и лица без гражданства. Награждение производится указом Президента Украины.
Президент Украины будет награждать орденом Героев Небесной сотни лиц, вне зависимости от гражданства, за «гражданское мужество, патриотизм, отстаивание конституционных принципов демократии, прав и свобод человека, активную благотворительную, гуманистическую, общественную деятельность» на Украине и «самоотверженное служение Украинскому народу», проявленные во время Евромайдана и «других событий, связанных с защитой независимости, суверенитета и территориальной целостности Украины».
Повторное награждение орденом не производится. Награждение орденом может быть произведено посмертно.
Награждённый орденом именуется «Рыцарь ордена Героев Небесной Сотни». Рыцарям ордена вручаются: знак ордена, орденская книжка, футляр знака ордена.
Девиз ордена: «Свобода и Достоинство» (укр. «Свобода та Гідність»).
Верховная Рада Украины также постановила провести всеукраинский конкурс на лучший эскиз ордена.
3 ноября 2014 года статут и рисунок ордена были утверждены указом президента Украины.

## Социальная защита
Рыцари ордена Героев Небесной Сотни считаются лицами, имеющими особые заслуги перед Родиной в соответствии с Законом Украины «О статусе ветеранов войны, гарантиях их социальной защиты». Законом среди других льгот предусмотрено проведение похорон с воинскими почестями лица, награждённого орденом Героев Небесной Сотни. Законом Украины «О пенсиях за особые заслуги перед Украиной» предусмотрено, что лицам, награждённым орденом Героев Небесной Сотни, устанавливаются пенсии за особые заслуги перед Украиной.

## Знаки ордена
Знак ордена изготавливается из серебра и имеет форму костыльного креста, покрытого полупрозрачной голубой эмалью, с серебряной каймой по периметру. В центре креста — изображение небесного воина в доспехах с мечом и щитом. Доспехи и щит стилизованы под соответствующие самодельные предметы снаряжения участников Революции достоинства (ноябрь 2013 года — февраль 2014 года). Все изображения рельефные. На оборотной стороне знака ордена размещена надпись рельефными буквами «СВОБОДА ТА ГІДНІСТЬ» и выгравирован номер знака.
Размер креста ордена между противоположными его концами — 36 мм. Крест ордена с помощью кольца и ушка соединяется с прямоугольной колодкой, обтянутой шёлковой муаровой лентой голубого цвета с жёлтой продольной полоской посередине. Ширина ленты — 28 мм, ширина полоски — 3 мм. Размер колодки: высота — 45 мм, ширина — 28 мм. На обратной стороне колодки — застёжка для крепления знака ордена к одежде.

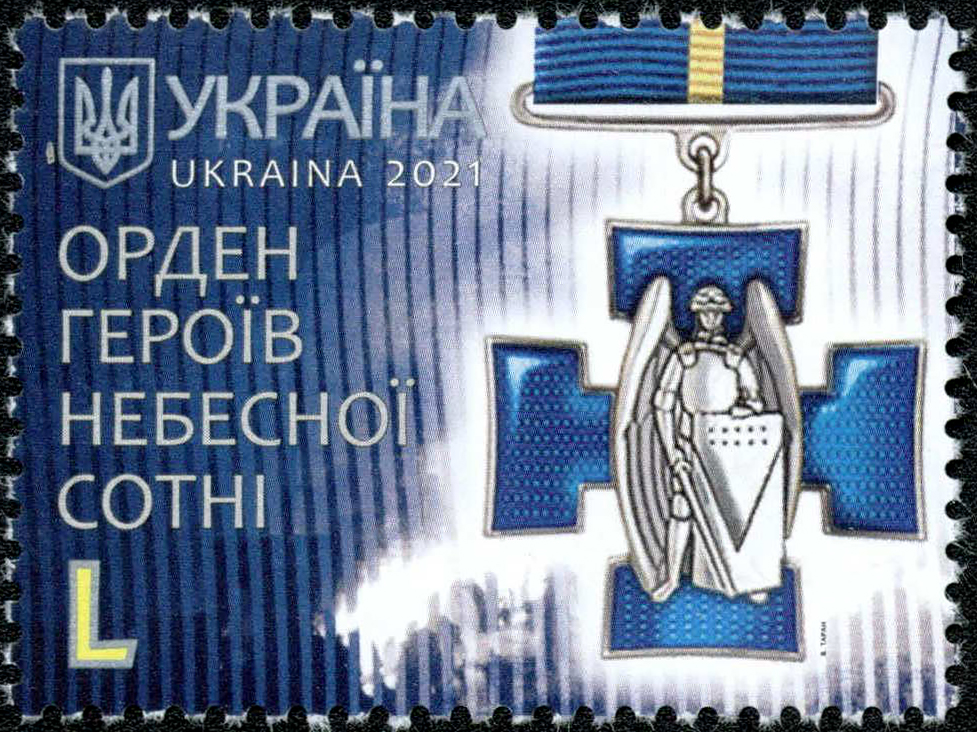
Почтовая марка 2021 года с изображением ордена Героев Небесной Сотни

Планка креста ордена Героев Небесной Сотни представляет собой прямоугольную металлическую пластинку, обтянутую орденской лентой. Размер планки: высота — 12 мм, ширина — 24 мм.

## Порядок ношения
Орден носится на левой стороне груди. При наличии у награждаемого лица орденов князя Ярослава Мудрого V степени, «За заслуги» III степени знак ордена размещается после них. При наличии у лица других государственных наград Украины, наград иностранных государств знак ордена размещают перед ними.
Планка ордена размещается после планки ордена Богдана Хмельницкого III степени.

## Критика
Близкие погибших майдановцев выступили с критикой ордена Героев Небесной Сотни в лице своей общественной организации «Семьи Героев Небесной Сотни». По их мнению орден был введен только для того, чтобы не предоставлять звание «Герой Украины» данным людям и таким образом уклониться от выплаты компенсации в 1 миллион гривен семьям погибших. Многим семьям раненых и погибших на этом основании отказали в выплатах полностью, так как статус награждения орденом не подразумевает материальной помощи. По мнению родственников погибших также является «циничным» награждение орденом общественных и культурных деятелей в честь их погибших родственников, которые не имеют отношения к событиям вокруг столкновений на Майдане. Родственники также через прессу стали угрожать публичным отказом от орденов и их возвратом. После этого большая часть «небесной сотни» получила звание «Герой Украины» с необходимыми льготами для семей, но сам орден был сохранен, хотя и не выполнил роль его замены.

## Рыцари ордена

### 2014
| № | Фото | Фамилия Имя Отчество         | Гражданство | Дата Указа | Основание присуждения | Годы жизни              |
| - | ---- | ---------------------------- | ----------- | ---------- | --- | ----------------------- |
| 1 |      | Жизневский Михаил Михайлович | Беларусь    | 27.11.2014 | За гражданское мужество, патриотизм, отстаивание конституционных основ демократии, прав и свобод человека, проявленные во время «Революции Достоинства» | 26.01.1988 — 22.01.2014 |
| 2 |      | Кипиани Давид Ильич          | Грузия      | 27.11.2014 | За гражданское мужество, патриотизм, отстаивание конституционных основ демократии, прав и свобод человека, проявленные во время «Революции Достоинства» | 28.06.1980 — 21.02.2014 |
| 3 |      | Хурция Зураб                 | Грузия      | 27.11.2014 | За гражданское мужество, патриотизм, отстаивание конституционных основ демократии, прав и свобод человека, проявленные во время «Революции Достоинства» | 29.07.1960 — 18.02.2014 |

### 2018
| № | Фото | Фамилия Имя Отчество     | Гражданство | Дата Указа | Основание присуждения | Годы жизни              |
| - | ---- | ------------------------ | ----------- | ---------- | --- | ----------------------- |
| 4 |      | Бильчук Тарас Николаевич | Украина     | 16.02.2018 | За гражданское мужество, патриотизм, отстаивание конституционных основ демократии, прав и свобод человека, самоотверженное служение Украинскому народу | 02.05.1960 — 14.08.2017 |

## См.также
Награды Украины